# Jesús Cañadas
Jesús Cañadas (Cádiz, 1980) es un escritor español.

## Biografía
Jesús Cañadas nace en Cádiz en 1980. Es ingeniero técnico en informática por la Universidad de Cádiz, licenciado en documentación por la Universidad de Granada, así como máster en gestión cultural por la Universidad de Deusto, la Universidad de Gotinga y la Universidad de Osaka. 
En 2003 se traslada a Italia, donde empieza a cultivar la literatura de género de forma pseudo-profesional con la publicación de su primer cuento en la revista Asimov Magazine. Desde entonces sus relatos han aparecido en otras publicaciones como Aurora Bitzine o Miasma. Asimismo, ha colaborado en las antologías Calabazas en el Trastero, Ácronos, Fantasmagoría, Charco Negro o la más reciente Presencia Humana.
En 2011 publica su primera novela, El baile de los secretos, en la Colección Excálibur de la Editorial Grupo AJEC. La obra llega a ser finalista a Mejor Novela en la primera edición de los Premios Scifiworld.
En octubre de 2013 publica su segunda novela, Los nombres muertos, en el sello Fantascy de la editorial Penguin Random House Grupo Editorial. A partir de la publicación de esta obra se le reconoce como uno de los valores emergentes del género fantástico en España, llegando a estar entre la selección de mejores libros nacionales de 2013 según el periódico ABC. Se le califica como "uno de los autores que mejor ha sabido centrifugar aventuras, ciencia-ficción y referentes culturalmente dispersos."
De Los nombres muertos se ha escrito: "Si el género fantástico tiene alguna posibilidad de convertirse en el nuevo fenómeno de consumo al estilo del boom de la novela negra, será gracias a novelas como esta" o, en palabras del escritor y traductor Javier Calvo Perales, "uno de los libros de género más excitantes de los últimos años."
Su tercera novela es Pronto será de noche, un thriller apocalíptico publicado en mayo de 2015 en la colección Insomnia de la Editorial Valdemar, que le ha valido apelativos como "el nuevo maestro del horror más asfixiante, incómodo y sangriento", "el actual amo de los horrores en la literatura española" o "uno de los maestros del terror patrio."
Su última novela, Las tres muertes de Fermín Salvochea, fue publicada en octubre de 2017 por Roca Editorial. Se la ha definido como "uno de los mejores libros de literatura fantástica de los últimos años", una novela "apabullante, que funciona a todos los niveles" o "el mayor homenaje al habla andaluza en un libro".
En su faceta como gestor cultural, Jesús Cañadas ha trabajado para instituciones como la Generalidad de Cataluña, el Instituto Cervantes de Berlín o la Universidad de Deusto, en su campus de San Sebastián. En la actualidad reside en Cádiz.
Fue seleccionado en la primera antología de autores steampunk españoles traducidos el inglés, The Best of Spanish Steampunk, editada y traducida por James y Marian Womack.

## Novelas
- Dientes rojos (Obscura editorial, 2021)[14]

- Serie Athenea y los Elementos (Edebé, 2018-21)[15]

- Las tres muertes de Fermín Salvochea (Roca Editorial, 2017)[16]

- Pronto será de noche (Valdemar, 2015)[17]

- Los nombres muertos (Penguin Random House, 2013)[18]

- El baile de los secretos (Editorial Grupo AJEC, 2011)[19]

## Relatos
- 2015 - Tiros a la barriga, publicado en Retrofuturismos y The Best of Spanish Steampunk (Ediciones Nevsky, 2015)
- 2014 - Grabación 46, publicado en Presencia Humana Magazine n.º 5 (Aristas Martínez, 2014)
- 2013 - Dejad que los niños, publicado en Presencia Humana Magazine n.º 1 (Aristas Martínez / Jot Down, 2013)
- 2013 - Todo para ellos, publicado en 13 puñaladas (Dos mil locos editores, 2013)
- 2013 - 357, publicado en Charco Negro, antología española y argentina (Unomasuno Editores / Wuwei, 2013)
- 2013 - El más solitario de los números, publicado en Fantasmagoria (Tombooktu, 2013)
- 2011 - Schnabel, publicado en Calabazas en el Trastero: Peste (Saco de huesos, 2011)
- 2004 - Hamelin, publicado en Asimov Ciencia Ficción (2004)

## Premios
- 2022 - Ganador del Premio del Festival 42 de Novela[20]

- 2022 - Finalista del Premio Ignotus de Novela[21]

- 2018 - Ganador del Premio Ignotus de Novela[22]

- 2018 - Finalista del Premio Celsius de Novela[23]

- 2014 - Finalista del Premio Nocte de Novela[24]
- 2014 - Finalista del Premio Celsius de Novela[25]
- 2014 - Finalista del premio Ignotus de novela[26]
- 2012 - Finalista del Premio Scifiworld de Novela